# Feel Up
 Feel Up  è un singolo della cantante giamaicana Grace Jones pubblicato nel 1981.

## Descrizione
Il brano, settima traccia dell'album Nightclubbing, è stato scritto dalla stessa Jones e fu pubblicato su 45 giri per il solo mercato americano, accoppiato al brano Walking in the Rain.

## Tracce
- Guatemala 7" single

A. "Feel Up " – 6:15
B. "Walking in the Rain" – 4:18